# Sericostoma baeticum
Sericostoma baeticum là một loài Trichoptera trong họ Sericostomatidae. Chúng phân bố ở miền Cổ bắc.